# Onny Parun
Pour les articles homonymes, voir Parun.
Onny Parun, né le 15 avril 1947 à Wellington, est un ancien joueur de tennis professionnel néo-zélandais.

## Carrière
Il a été finaliste de l'Open d'Australie en 1973 et quart-de finaliste du Tournoi de Roland-Garros en 1975.
Victoire sur le no 1 Jimmy Connors à San Francisco en septembre 1974.

## Parcours dans les tournois duGrand Chelem

### En simple
| Année | Open d'Australie | Open d'Australie | Internationaux de France | Internationaux de France | Wimbledon       | Wimbledon    | US Open         | US Open      | Open d'Australie | Open d'Australie |
| ----- | ---------------- | ---------------- | ------------------------ | ------------------------ | --------------- | ------------ | --------------- | ------------ | ---------------- | ---------------- |
| 1967  | —                | —                | —                        | —                        | 2e tour (1/32)  | H.-J. Ploetz | —               | —            | n.o.             | n.o.             |
| 1968  | —                | —                | 1er tour (1/64)          | R. Emerson               | 3e tour (1/16)  | K. Rosewall  | —               | —            | n.o.             | n.o.             |
| 1969  | —                | —                | 1er tour (1/64)          | F. McMillan              | 2e tour (1/32)  | J. Alexander | 1er tour (1/64) | B. Bowrey    | n.o.             | n.o.             |
| 1970  | —                | —                | 1er tour (1/64)          | H. Kary                  | 1er tour (1/64) | I. Năstase   | 2e tour (1/32)  | J. Cooper    | n.o.             | n.o.             |
| 1971  | —                | —                | 1er tour (1/64)          | G. Masters               | 1/4 de finale   | S. Smith     | 3e tour (1/16)  | R. Lutz      | n.o.             | n.o.             |
| 1972  | —                | —                | 3e tour (1/16)           | Phillips-Moore           | 1/4 de finale   | J. Kodeš     | 2e tour (1/32)  | M. Orantes   | n.o.             | n.o.             |
| 1973  | Finale           | J. Newcombe      | 3e tour (1/16)           | T. Gorman                | —               | —            | 1/4 de finale   | S. Smith     | n.o.             | n.o.             |
| 1974  | 1/8 de finale    | B. Giltinan      | 1/8 de finale            | I. Năstase               | 1er tour (1/64) | I. El Shafei | 2e tour (1/32)  | T. Roche     | n.o.             | n.o.             |
| 1975  | —                | —                | 1/4 de finale            | G. Vilas                 | 3e tour (1/16)  | S. Mayer     | 3e tour (1/16)  | R. Ramírez   | n.o.             | n.o.             |
| 1976  | —                | —                | —                        | —                        | 1/8 de finale   | I. Năstase   | 1er tour (1/64) | I. Năstase   | n.o.             | n.o.             |
| 1977  | —                | —                | 1er tour (1/64)          | J. Hřebec                | 3e tour (1/16)  | S. Smith     | 3e tour (1/16)  | B. Borg      | 1er tour (1/32)  | D. Bohrnstedt    |
| 1978  | n.o.             | n.o.             | 1er tour (1/64)          | G. Vilas                 | 1er tour (1/64) | T. Okker     | —               | —            | —                | —                |
| 1979  | n.o.             | n.o.             | —                        | —                        | 2e tour (1/32)  | G. Mayer     | 1er tour (1/64) | G. Vilas     | —                | —                |
| 1980  | n.o.             | n.o.             | 1er tour (1/64)          | B. Mitton                | 1/8 de finale   | P. Fleming   | 1er tour (1/64) | H. Günthardt | 1er tour (1/32)  | P. Dent          |
| 1981  | n.o.             | n.o.             | 1er tour (1/64)          | P. Hjertquist            | —               | —            | —               | —            | 1er tour (1/32)  | T. Tulasne       |
| 1982  | n.o.             | n.o.             | 1er tour (1/64)          | C. Lewis                 | —               | —            | —               | —            | —                | —                |

N.B. : à droite du résultat se trouve le nom de l'ultime adversaire.

### En double
| Année | Open d'Australie                                                                  | Open d'Australie                                                                 | Internationaux de France                                                           | Internationaux de France                                                         | Wimbledon                                                                          | Wimbledon | US Open | US Open | Open d'Australie | Open d'Australie |
| ----- | --------------------------------------------------------------------------------- | -------------------------------------------------------------------------------- | ---------------------------------------------------------------------------------- | -------------------------------------------------------------------------------- | ---------------------------------------------------------------------------------- | --------- | ------- | ------- | ---------------- | ---------------- |
| 1968  | —                                                                                 | —                                                                                | 1er tour (1/32) R. Hawkes \|\| style="text-align:left;" \| P. Beust D. Contet      | 1er tour (1/32) Chanfreau \|\| style="text-align:left;" \| K. Rosewall F. Stolle | —                                                                                  | —         | n.o.    | n.o.    |                  |                  |
| 1969  | —                                                                                 | —                                                                                | 2e tour (1/32) Phillips-Moore \|\| style="text-align:left;" \| J.L. Arilla Orantes | 1/8 de finale B. Fairlie \|\| style="text-align:left;" \| R. Lutz S. Smith       | 2e tour (1/16) I. Buding \|\| style="text-align:left;" \| C. Drysdale R. Taylor    | n.o.      | n.o.    |         |                  |                  |
| 1970  | —                                                                                 | —                                                                                | 1er tour (1/64) Jovanović \|\| style="text-align:left;" \| J. Bartlett G. Masters  | 1/8 de finale B. Fairlie \|\| style="text-align:left;" \| Newcombe T. Roche      | —                                                                                  | —         | n.o.    | n.o.    |                  |                  |
| 1971  | —                                                                                 | —                                                                                | 3e tour (1/16) N. Špear \|\| style="text-align:left;" \| R. Lutz C. Pasarell       | 1er tour (1/32) N. Špear \|\| style="text-align:left;" \| S. Smith Van Dillen    | 1/4 de finale M. Holeček \|\| style="text-align:left;" \| Newcombe R. Taylor       | n.o.      | n.o.    |         |                  |                  |
| 1972  | —                                                                                 | —                                                                                | 1/8 de finale J.-C. Barclay \|\| style="text-align:left;" \| B. Hewitt F. McMillan | 2e tour (1/16) B. Mignot \|\| style="text-align:left;" \| J. Kodeš J. Kukal      | 2e tour (1/16) J. Simpson \|\| style="text-align:left;" \| I. Năstase I. Țiriac    | n.o.      | n.o.    |         |                  |                  |
| 1973  | 1/8 de finale Phillips-Moore \|\| style="text-align:left;" \| Dominguez P. Proisy | 1er tour (1/32) M. Holeček \|\| style="text-align:left;" \| I. Molina J. Velasco | —                                                                                  | —                                                                                | 1/8 de finale Graebner \|\| style="text-align:left;" \| T. Okker M. Riessen        | n.o.      | n.o.    |         |                  |                  |
| 1974  | 1/8 de finale K. Meiler \|\| style="text-align:left;" \| R. Keldie Phillips-Moore | Victoire D. Crealy                                                               | R. Lutz S. Smith                                                                   | 1er tour (1/32) D. Crealy \|\| style="text-align:left;" \| A. Ashe R. Tanner     | 2e tour (1/16) D. Crealy \|\| style="text-align:left;" \| B. Manson F. Taygan      | n.o.      | n.o.    |         |                  |                  |
| 1975  | —                                                                                 | —                                                                                | 2e tour (1/16) Franulović \|\| style="text-align:left;" \| I. Molina J. Velasco    | 1er tour (1/32) T. Parun \|\| style="text-align:left;" \| Gerulaitis S. Mayer    | 2e tour (1/16) Carmichael \|\| style="text-align:left;" \| J. Connors I. Năstase   | n.o.      | n.o.    |         |                  |                  |
| 1976  | —                                                                                 | —                                                                                | —                                                                                  | —                                                                                | 2e tour (1/16) Franulović \|\| style="text-align:left;" \| V. Amritraj A. Amritraj | —         | —       | n.o.    | n.o.             |                  |
| 1977  | —                                                                                 | —                                                                                | —                                                                                  | —                                                                                | 1/8 de finale B. Martin \|\| style="text-align:left;" \| R. Case G. Masters        | —         | —       | —       | —                |                  |
| 1978  | n.o.                                                                              | n.o.                                                                             | 2e tour (1/16) B. Martin \|\| style="text-align:left;" \| Gullikson                | 1er tour (1/32) B. Martin \|\| style="text-align:left;" \| C. Dibley C. Letcher  | —                                                                                  | —         | —       | —       |                  |                  |
| 1979  | n.o.                                                                              | n.o.                                                                             | —                                                                                  | —                                                                                | —                                                                                  | —         | —       | —       | —                | —                |
| 1980  | n.o.                                                                              | n.o.                                                                             | —                                                                                  | —                                                                                | —                                                                                  | —         | —       | —       | —                | —                |
| 1981  | n.o.                                                                              | n.o.                                                                             | —                                                                                  | —                                                                                | 1er tour (1/32) J. Kodeš \|\| style="text-align:left;" \| F. McMillan B. Mottram   | —         | —       | —       | —                |                  |

N.B. : le nom du ou de la partenaire se trouve sous le résultat ; le nom des ultimes adversaires se trouve à droite.